# A Vision of Britain: A Personal View of Architecture
Uma Visão da Grã-Bretanha: Uma Visão Pessoal da Arquitetura é um livro de 1989 escrito por Charles, Príncipe de Gales.

## Resumo
O príncipe de Gales dá sua opinião sobre os edifícios no Reino Unido.

## Documentário
Antes do lançamento do livro, foi feito um documentário da BBC chamado HRH Prince Of Wales: A Vision Of Britain. No documentário, o príncipe visitou prédios no Reino Unido, incluindo o Birmingham City Centre e deu suas opiniões sobre os prédios.